# Kegye Zoltán
Kegye Zoltán (Nyíregyháza, 1947. szeptember 11. – Salgótarján, 2011. január 11.) labdarúgó, hátvéd.

## Pályafutása
A Nyíregyházi Vasutas nevelése. A középfokú tanulmányait Budapesten végezte, ekkor a Bp. Honvéd röplabdázója volt. A katonai szolgálata alatt lett ismét labdarúgó a Honvéd Gáspár SE-ben. 1969-től 1972-ig a Nagybátony játékosa volt.
1972 és 1982 között volt a Salgótarjáni BTC labdarúgója. 1972. szeptember 13-án az AÉK Athén elleni UEFA kupa-mérkőzésen csereként szerepelt először a csapatban. Összesen 138 mérkőzésen lépett pályára és két gólt szerzett.